# Пиетричика (Прахова)
Пиетричика (рум. Pietricica) насеље је у Румунији у округу Прахова у општини Лапош. Oпштина се налази на надморској висини од 539 m.

## Становништво
Према подацима из 2002. године у насељу је живело 30 становника, од којих су сви румунске националности.